# Torre di Roldo
La torre di Roldo, anche chiamata tempietto lepontico o torre dei Picchi, è una torre fortificata situata nella frazione di Roldo, parte del comune di Montecrestese, nella provincia del Verbano-Cusio-Ossola.
La costruzione è situata sul limitare meridionale del borgo di Roldo, su uno sperone roccioso che domina la valle sottostante. Il nome "torre dei Picchi" deriva, secondo la tradizione locale, da quello di una famiglia di signorotti del luogo o un gruppo di briganti che spadroneggiava nell'area tra il XIV e il XV secolo e ai quali sono riconducibili alcune caseforti e torri della zona.
La parte più antica dell'edificio, le cui fondazioni sono state scavate nella roccia su cui è poggiato, è riconducibile al I secolo ed è probabilmente un antico luogo di culto.
Esternamente si presenta come un torrione a pianta quadrangolare in pietra a secco legata a calce, la struttura è stata sopraelevata in epoca medievale, intorno al XII secolo, e sono ben visibili all'esterno la differenza nel paramento murario e i residui del preesistente tetto in piode.
La costruzione misura m 5,50 di lunghezza e di m 3,60 di larghezza. L'interno è diviso in due piccoli vani, una cella di 2,45 per 2,90 m e un atrio di m 2,45 per 1,10 al quale si accede dal lato settentrionale da una porta con arco a tutto sesto, il passaggio alla cella avveniva tramite una porta poi demolita. Il soffitto della cella è a botte e il vano ha una finestra nella parte centrale del lato meridionale delimitata da lastre di marmo di Crevola.
La base del pavimento e il legante delle pietre fino ad un'altezza di circa 60 cm è costituito da cocciopesto con calce, cioè la signina (opus signinum), di cui già Vitruvio consigliava l'uso per limitare i danni da umidità, tracce di signina sono visibili anche all'esterno. La pietra usata è di origine locale. La ricchezza dei materiali, l'orientamento Nord-Sud dell'edificio e l'apertura che permette l'ingresso della luce solo fra l'equinozio di autunno e quello di primavera e la struttura architettonica stessa portano a supporre un utilizzo religioso legato a culti gallo-romani di origine lepontica, possibilmente legati a divinità di tipo solare.
Alla parte superiore si accedeva tramite una scala esterna, ora scomparsa. Sia le ridotte dimensioni del vano superiore, sia l'assenza di sistemi difensivi fanno supporre che la torre fosse usata solo come riparo e per fini di osservazione e avvistamento.